# Купреянов, Василий Андреевич
Василий Андреевич Купреянов (24 апреля 1846, Солигалич — 19 ноября 1888, Санкт-Петербург) — капитан 2-го ранга, редактор «Морского Сборника».

## Биография
Из дворян Костромской губернии; по окончании в 1864 г. курса в Морском кадетском корпусе в 1866 году был произведен в мичмана, в 1868 г. поступил в Николаевскую морскую академию, в гидрографический её отдел; в 1870 г. окончил курс её по первому разряду. В то время животрепещущим вопросом являлось подводное плавание; стали появляться разные проекты подводных судов; одна такая лодка, построенная по проекту Александровского, подверглась испытанию в 1863 г. и после испытания её было предположено соорудить несколько таких лодок; но Купреянов строго научными доводами доказал несостоятельность этого изобретения и тем отвратил значительные затраты, на которые было согласилось морское ведомство. Затем Купреянов придумал остроумный способ поднятия из воды затонувших грузов с помощью воздушных мешков, которые опускались на дно без воздуха, затем по прикреплении к грузу, через особые трубки наполнялись воздухом и всплывали на поверхность воды, увлекая за собой и затонувшие предметы. Этот способ описан Купреяновым в «Морском Сборнике» 1875 г., № 1, 2, 3, 4. В 1873 г. в «Морском Сборнике» появились его статьи «Исследование качеств подводной лодки системы Александровского», окончательно доказавшие неосновательность надежд, возбужденных этим изобретением. В 1878 году Купреянов в был назначен преподавателем в минном офицерском классе в Кронштадте и начал чтение по совершенно новому для того времени предмету: «о приложении механики к минному делу». Эти лекции были посвящены той отрасли морского дела, о которой не имелось до того времени литературы; они представляли собой ряд самостоятельных исследований и имели большой успех, посещались часто и высшим морским начальством. Управляющий морским министерством Лисовский пожелал привлечь Купреянова к участию в редактировании журнала «Морской Сборник» и в 1881 г. он, не переставая быть лектором в минном офицерском классе, был назначен помощником редактора «Морского Сборника». Отдавшись работе по журналу Купреянов в 1884 г. оставил преподавательскую деятельность; по поручению морского министерства в 1884 г. он напечатал обширный курс: «Приложение механики к минному делу», одобренный морским ученым комитетом для руководства в минном офицерском классе; 1-го января 1886 г., будучи в чине капитана 2-го ранга, Купреянов был назначен редактором журнала «Морской Сборник» и под его редакцией журнал этот сделался живым и научно-литературным, доступным и интересным не только для моряков. Литературный материал в изобилии поступал в редакцию и Купреянов всеми силами старался поощрять молодых офицеров, сотрудничавших в его журнале, и сам очень много отдавал времени на просмотр, дополнения и исправления статей. Купреянов не оставлял и своих литературных работ, помещая время от времени статьи и исполняя поручения морского министерства и ученого комитета; он перевел с английского языка сочинение Ричарда Соннета: «Морские паровые машины». Напечатав это сочинение в 1888 г., Купреянов принялся за перевод, с английского сочинения Бокса: «О сопротивлении материалов», но смерть прервала эту работу. «Морской Сборник» 1875 г., № 1, 2, 3, 4; 1877 г., № 4, 5; 1878 г., № 5, 6; «Приложение механики к машинному делу», СПб., 1834 г.: «Морские паровые машины», С.-Петербург 1888 г. «Морской Сборник» 1888 г., № 12; «Исторический Вестник» 1889, XXXV, январь, стр. 260; Языков: «Обзор жизни и трудов покойных русских писателей», вып. VIII. стр. 57; «Новое Время», 1888 г., № 4575. {Половцов} Купреянов, Василий Андреевич (1846—1888) — окончил в 1870 г. Николаевскую морскую академию. Состоял с 1886 по 1888 г. редактором «Морского Сборника», в котором поместил много собственных статей. Отдельно издал: «Приложение механики к минному делу».